# Castiglione Tinella
Castiglione Tinella is een gemeente in de Italiaanse provincie Cuneo (regio Piëmont) en telt 866 inwoners (31-12-2004). De oppervlakte bedraagt 11,6 km², de bevolkingsdichtheid is 75 inwoners per km².
De volgende frazioni maken deel uit van de gemeente: Balbi, Martino, San Martino, Santuario.

## Demografie
Castiglione Tinella telt ongeveer 347 huishoudens. Het aantal inwoners daalde in de periode 1991-2001 met 7,6% volgens cijfers uit de tienjaarlijkse volkstellingen van ISTAT.
| Jaar | Inwoneraantal |
| ---- | ------------- |
| 1991 | 949           |
| 2001 | 877           |

## Geografie
Castiglione Tinella grenst aan de volgende gemeenten: Calosso (AT), Castagnole delle Lanze (AT), Coazzolo (AT), Costigliole d'Asti (AT), Santo Stefano Belbo.